# Riserva naturale dei cedri dello Shuf
La Riserva dei cedri dello Shuf è la più grande area naturale protetta del Libano,  ricoprendo il 5% dell'intero territorio nazionale.

## Territorio
La riserva si trova a sud-est di Beirut, nella zona dei Monti dello Shuf, storica roccaforte dei drusi.

Partendo da Beirut, si può raggiungere il parco attraverso tre ingressi, rispettivamente vicini ai villaggi del Jabal Baruk, Ma‘aser al-Shuf e da ‘Ayn Zhalta.

## Flora
Il valore ambientale di questa riserva è immenso. Oltre che proteggere la maggior parte degli esemplari di cedro più antichi di tutto il Libano, molti sono gli alberi centenari associati ad altri che si ritiene siano vecchi di 2000 anni, moltissime sono le specie animali che vivono stabilmente nella riserva oppure sono di passaggio.
Oltretutto il parco segna il limite meridionale della crescita del Cedro del Libano

## Fauna
Nel parco sono stati avvistati esemplari di: lupo, gatto selvatico, cinghiale, camaleonte, vipera, tartaruga, gazzella, upupa, ghiandaia, chukar.

## Punti di interesse
All'interno della riserva o nelle sue immediate vicinanze sono presenti costruzioni di interesse storico: le fortezze rupestri di Qab Elias e di Qal'at Ninha.

## Gestione
La riserva attualmente è gestita dalla Al-Shuf Cedars society, una società non governativa, in collaborazione con il Ministero dell'ambiente libanese.

## Attività
All'interno della riserva è possibile praticare escursioni, bird-watching e giri in mountain-bike. Questi ultimi potranno essere indimenticabili confrontandoli con un giro in bicicletta nella caotica e stradalmente dissestata Beirut. Nel parco è presente anche un lago sulle cui sponde si può sostare osservando gli animali selvatici.